# Athagad
Athagad é uma vila  no distrito de Cuttack, no estado indiano de Orissa.

## Demografia
Segundo o censo de 2001, Athagad tinha uma população de 15,850 habitantes. Os indivíduos do sexo masculino constituem 51% da população e os do sexo feminino 49%. Athagad tem uma taxa de literacia de 72%, superior à média nacional de 59.5%; com 56% para o sexo masculino e 44% para o sexo feminino. 11% da população está abaixo dos 6 anos de idade.